# Burkina Faso vid världsmästerskapen i friidrott 2023
Burkina Faso tävlade vid världsmästerskapen i friidrott 2023 i Budapest i Ungern mellan den 19 och 27 augusti 2023.

## Medaljörer
| Medalj | Namn                 | Gren              | Datum      |
| ------ | -------------------- | ----------------- | ---------- |
| Guld   | Hugues Fabrice Zango | Herrarnas tresteg | 21 augusti |

## Resultat
Burkina Fasos trupp bestod av två idrottare.

### Herrar
Teknikgrenar
| Idrottare            | Gren    | Kval    | Kval      | Final   | Final     |
| Idrottare            | Gren    | Distans | Placering | Distans | Placering |
| -------------------- | ------- | ------- | --------- | ------- | --------- |
| Hugues Fabrice Zango | Tresteg | 17,12   | 4 q       | 17,64   | 1         |

### Damer
Teknikgrenar
| Idrottare    | Gren      | Kval    | Kval      | Final   | Final     |
| Idrottare    | Gren      | Distans | Placering | Distans | Placering |
| ------------ | --------- | ------- | --------- | ------- | --------- |
| Marthe Koala | Längdhopp | 6,84    | 2 Q       | 6,68    | 7         |